# 帕隆巴拉萨比纳
帕隆巴拉萨比纳（義大利語：Palombara Sabina），是意大利拉齐奥大区罗马首都广域市的一个市镇。总面积75.19平方公里，人口12814人，人口密度170.4人/平方公里（2009年）。ISTAT代码为058075。